# 安德斯·哈爾德
安德斯·哈爾德（丹麥語：Anders Hald；1913年7月3日—2007年11月11日）是一位丹麥統計學家，晚年貢獻於統計學史。

## 生平
1960年到1982年期間為哥本哈根大學教授。

## 外部連結
照片：Anders Hald （页面存档备份，存于）於Portraits of Statisticians （页面存档备份，存于）網頁。